# Bahnhof Mariagrube
| Bahnhofsgebäude im Februar 2007 |  |                                                   |                                                   |
| |  |                                                   |                                                   |
| \| \| \| von Herzogenrath \| \| \| \| \| Alsdorf-Kellersberg (euregiobahn-Haltepunkt) \| \| \| \| \| Abzw Kellersberg \| \| \| \| \| Verbindungskurve Richtung Siersdorf bzw. Jülich 1 \| \| \| \| \| Mariagrube, oberer Bahnsteig 2 \| \| \| \| \| Mariagrube, Bahnsteige an der Verbindungskurve \| \| \| \| \| Mariagrube Bahnhof 3 \| \| \| \| \| Verbindungskurve Richtung Aachen Nord 4 \| \| \| \| \| Mariadorf Hp (heutiger Bahnsteig) \| \| \| \| \| \| \| \| \| \| Mariadorf Bahnhof und Anschluss Grube „Reserve“ \| \| \| \| \| nach Stolberg Hbf \| \| 1: Richtung Jülich 1984 stillgelegt, bis 1996 Güterverkehr Richtung Siersdorf 2: Lage an der Ringbahn Herzogenrath–Alsdorf–Stolberg bis 1984 3: links von Aachen Nord, rechts nach Jülich, rechts oben nach Siersdorf 4: nach 1953 unterbrochen und südlicher Teil abgebaut, Rest nach 1980 |  |                                                   |                                                   |
| Quellen: |  |                                                   |                                                   |
| Strecke |  | von Herzogenrath                                  | von Herzogenrath                                  |
| Haltepunkt / Haltestelle |  | Alsdorf-Kellersberg (euregiobahn-Haltepunkt)      | Alsdorf-Kellersberg (euregiobahn-Haltepunkt)      |
| Abzweig geradeaus und ehemals nach links · Strecke von rechts (außer Betrieb) |  | Abzw Kellersberg                                  | Abzw Kellersberg                                  |
| Strecke · Strecke (außer Betrieb) |  | Verbindungskurve Richtung Siersdorf bzw. Jülich 1 | Verbindungskurve Richtung Siersdorf bzw. Jülich 1 |
| ehemaliger Haltepunkt / Haltestelle · Strecke (außer Betrieb) |  | Mariagrube, oberer Bahnsteig 2                    | Mariagrube, oberer Bahnsteig 2                    |
| Strecke · Strecke nach links (außer Betrieb) · Haltepunkt / Haltestelle quer (Strecke außer Betrieb) · Strecke von rechts (außer Betrieb) |  | Mariagrube, Bahnsteige an der Verbindungskurve    | Mariagrube, Bahnsteige an der Verbindungskurve    |
| Kreuzung geradeaus oben (Querstrecke außer Betrieb) · Abzweig quer und von rechts (Strecke außer Betrieb) · Bahnhof quer (Strecke außer Betrieb) · Abzweig quer und nach links (Strecke außer Betrieb) · Abzweig quer und nach rechts (Strecke außer Betrieb) |  | Mariagrube Bahnhof 3                              | Mariagrube Bahnhof 3                              |
| Strecke · Strecke (außer Betrieb) |  | Verbindungskurve Richtung Aachen Nord 4           | Verbindungskurve Richtung Aachen Nord 4           |
| Haltepunkt / Haltestelle · Strecke (außer Betrieb) |  | Mariadorf Hp (heutiger Bahnsteig)                 | Mariadorf Hp (heutiger Bahnsteig)                 |
| Abzweig geradeaus und ehemals von links · Strecke nach rechts (außer Betrieb) |  |                                                   |                                                   |
| ehemaliger Bahnhof |  | Mariadorf Bahnhof und Anschluss Grube „Reserve“   | Mariadorf Bahnhof und Anschluss Grube „Reserve“   |
| Strecke |  | nach Stolberg Hbf                                 | nach Stolberg Hbf                                 |

Der Bahnhof Mariagrube war ein zu Mariadorf gehöriger Bahnhof zwischen den Alsdorfer Stadtteilen Mariadorf und Alsdorf-Ost in der nordrhein-westfälischen Städteregion Aachen. Von Mariagrube gingen Strecken in fünf Richtungen ab. Der Bahnhof war als Turmbahnhof ausgeführt, also in zwei Ebenen, und stellte bis zur Stilllegung der Bahnstrecke Aachen Nord–Jülich 1980 den bedeutendsten Unterwegsbahnhof dieser Strecke dar, dort begannen und endeten einige der Personen- und Güterzüge. Außerdem hatte Mariagrube bis 1984 einen Bahnsteig an der 2011 reaktivierten Ringbahn Herzogenrath – Alsdorf – Stolberg, und in Mariagrube zweigte zudem die bis heute (2021) erhaltene Strecke nach Siersdorf und zur Grube Emil Mayrisch ab. Im Bereich des ehemaligen Bahnhofs Mariagrube soll zukünftig ein gemeinsamer Ausbau der euregiobahn und eines Radschnellwegs auf der Trasse der Bahnstrecke Aachen Nord–Jülich ausgeführt werden.

## Lage

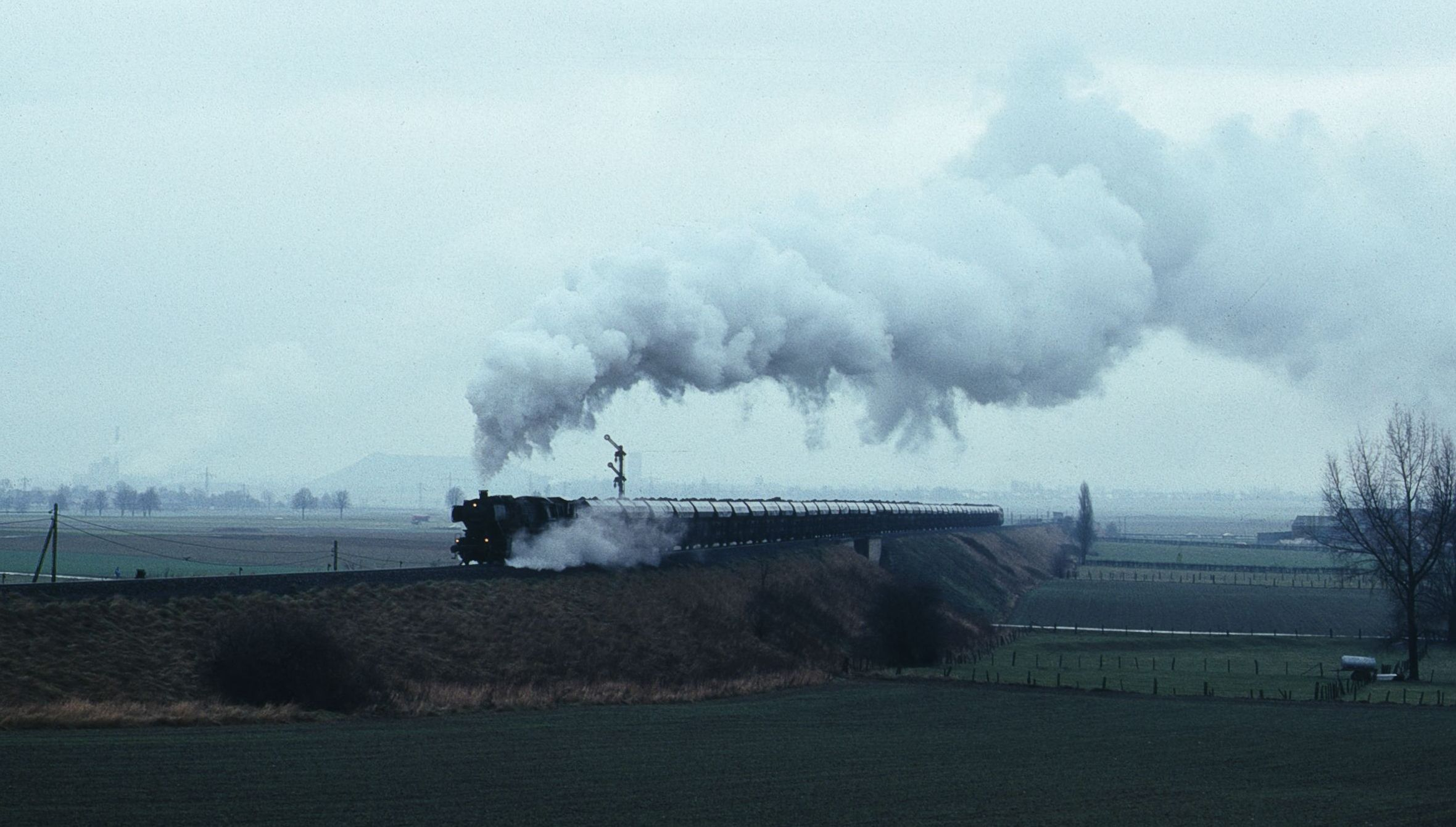
Kohlezug von Grube Emil Mayrisch mit Dampflok und nachschiebender Diesellok passiert das Einfahrsignal des Bahnhofs Mariagrube, etwa 300 m weiter treffen sich die Strecken aus Siersdorf und Jülich (1974)

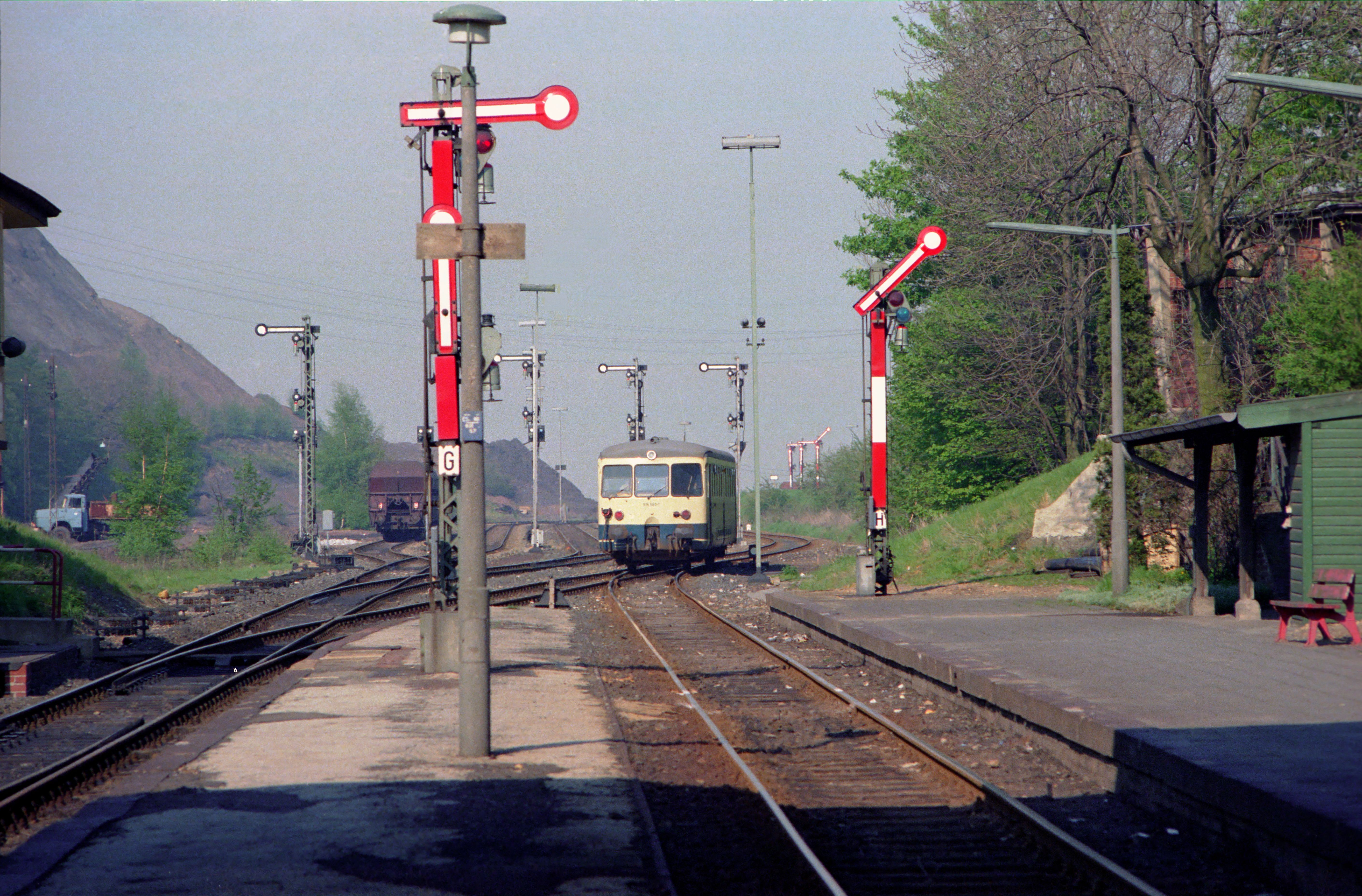
Bahnhof Mariagrube, untere Ebene: Ausfahrt und Blick in Richtung Jülich, im Hintergrund links die Gütergleise für Grube Emil Mayrisch (1979)

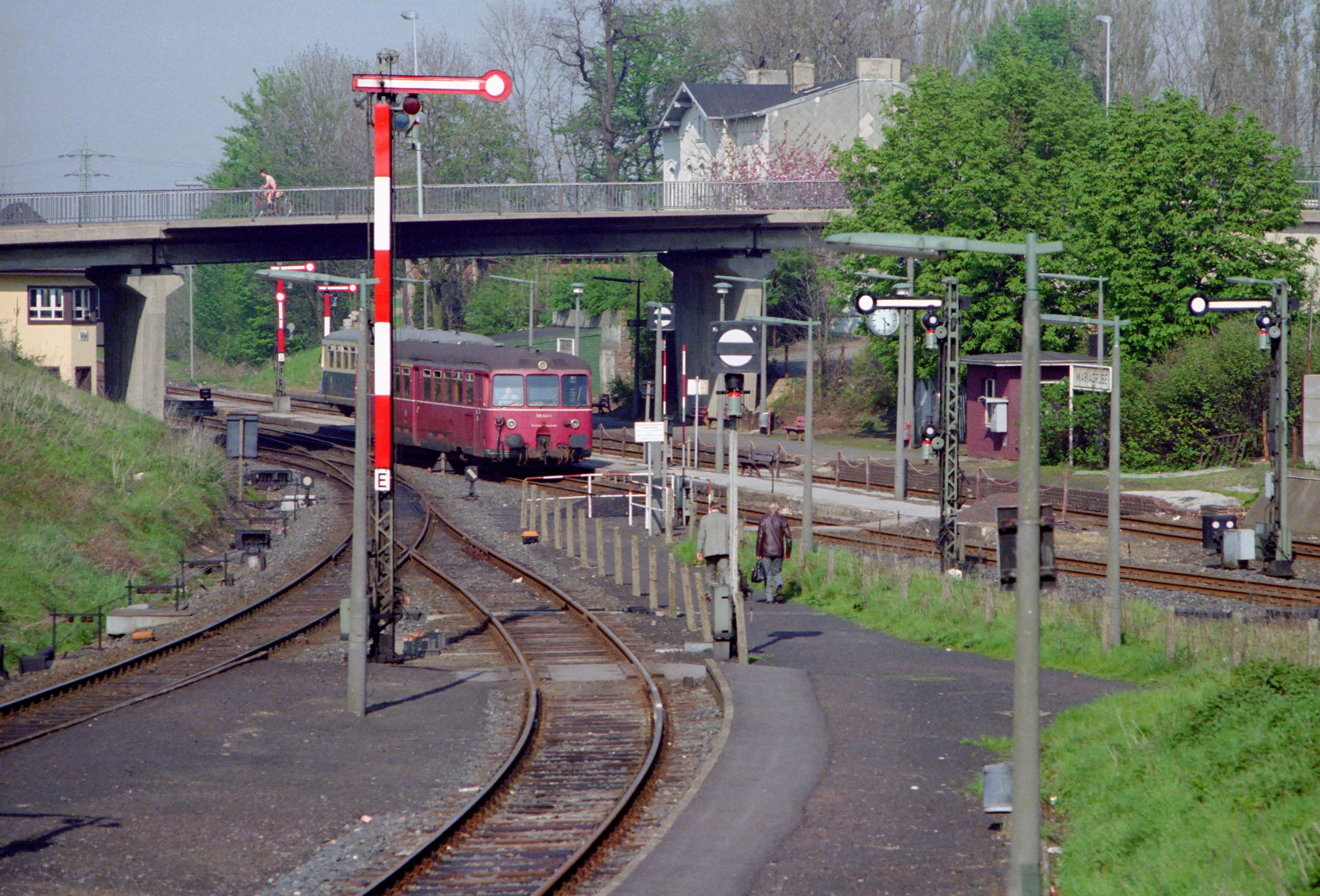
Begegnung zweier Züge der Strecke Aachen Nord – Jülich in Mariagrube, vorne links die Kurve Richtung Herzogenrath (1979)

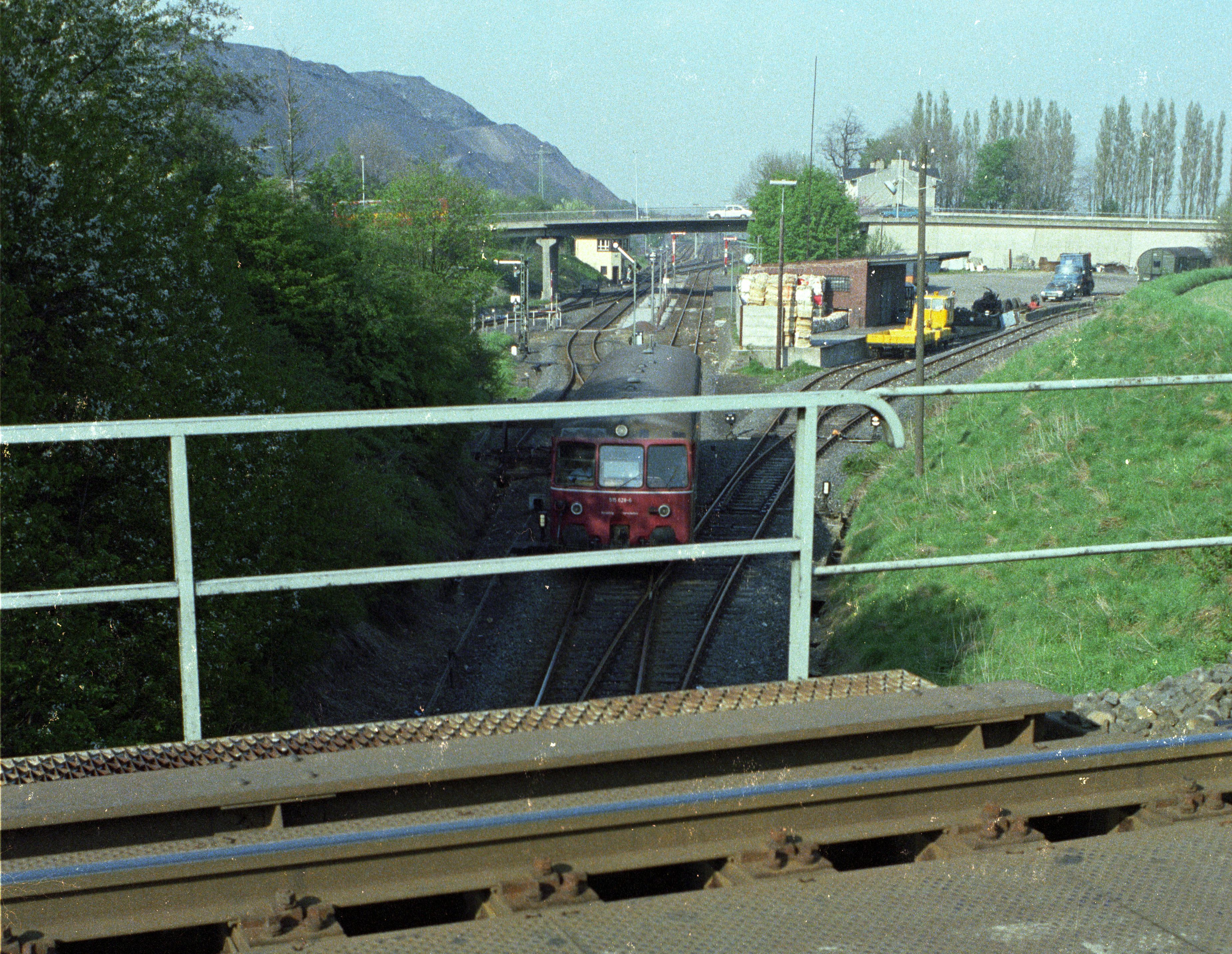
Blick von der Ringbahn in Richtung Osten mit Akkutriebwagen von Mariagrube nach Aachen Nord, vorne rechts das Reststück der Vorkriegs-Kurve nach Mariadorf (1979)

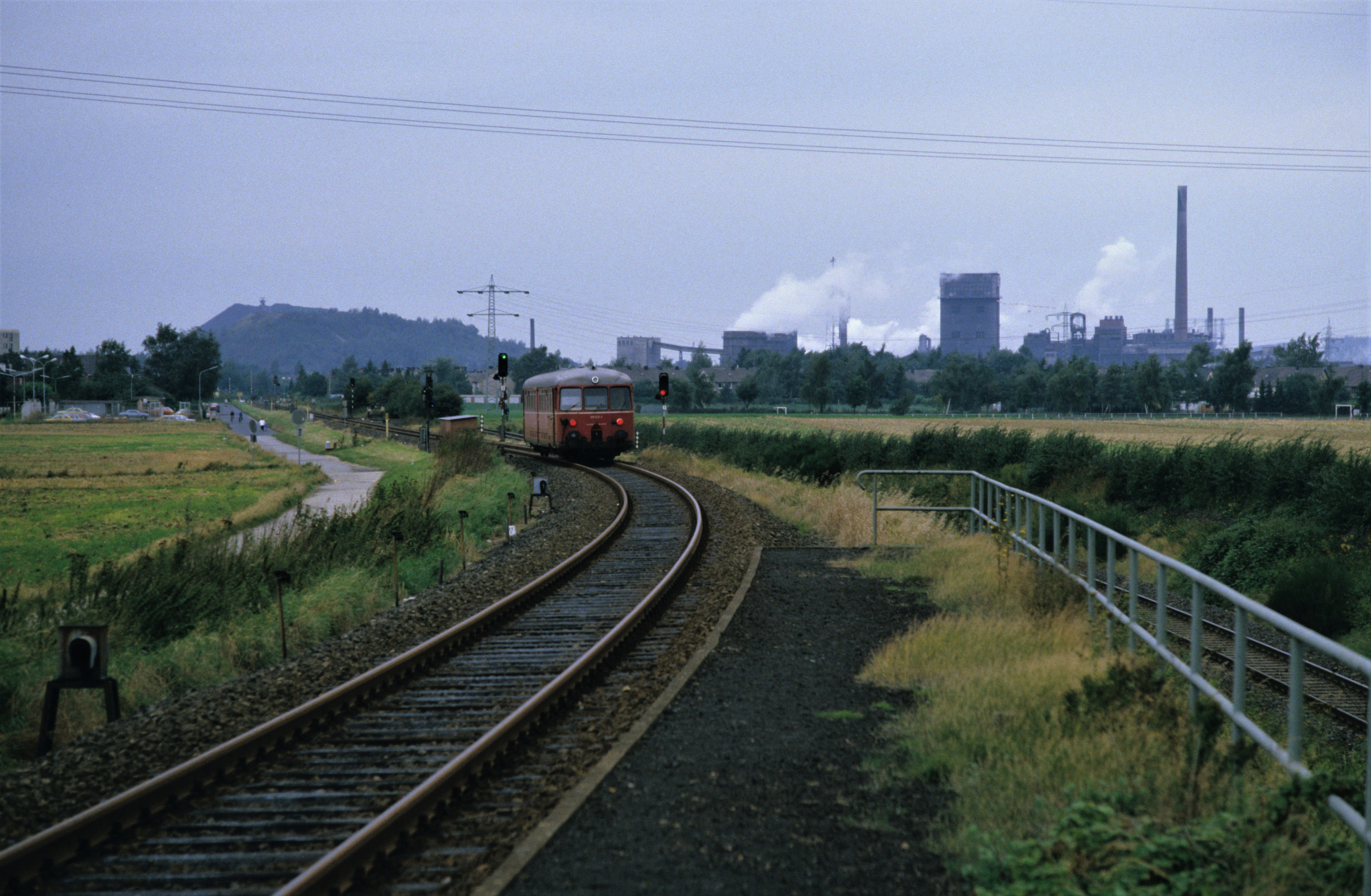
Blick vom oberen Bahnsteig nach Alsdorf und Anna, rechts unten die Verbindungskurve von Siersdorf (1984)

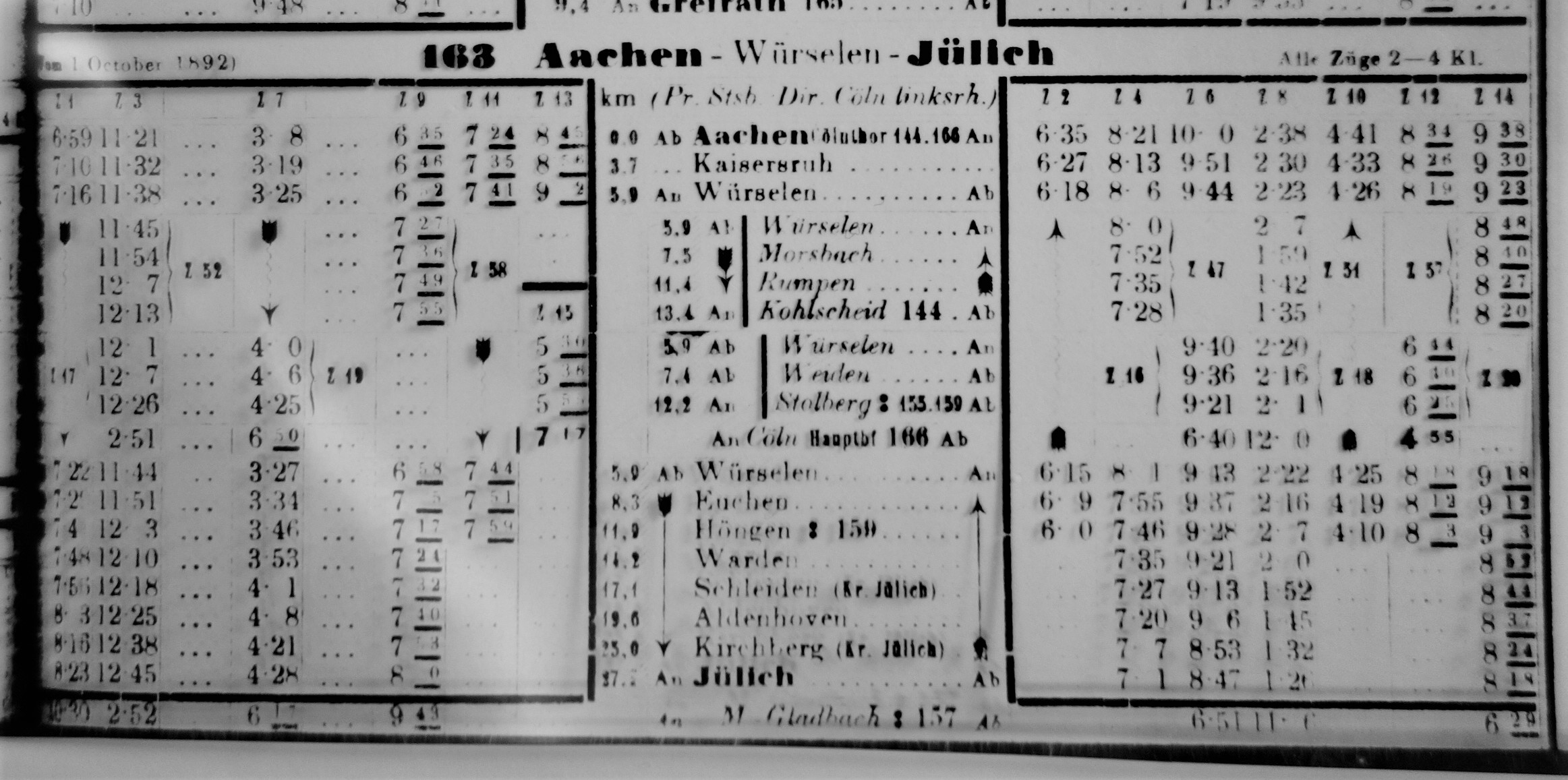
Reichs-Kursbuch von 1892 – an der Kilometrierung von Höngen ist zu erkennen, dass dies der ursprüngliche Name des Bahnhofs Mariagrube war und der im 20. Jhdt. Hoengen (Ost) genannte Bahnhof im 19. Jhdt. Warden hieß

Der Bahnhof Mariagrube befand sich am nördlichen Ortsausgang von Mariadorf, die Eschweiler Straße führte mitten über den Kernbereich dieses in Ost-West-Richtung sehr lang gestreckten Bahnhofs hinüber. Etwa 100 m südlich dieser Straßenbrücke zweigt ein kleiner Weg von der Eschweiler Straße ab, der zum Bahnhofsgebäude führt. In Richtung Siersdorf/Jülich verlaufen die Gleise (bis heute) unmittelbar entlang der südlichen Grenze der Bergbauhalde von Maria Hauptschacht. Zusammen mit der Eschweiler Straße überquerte bis 1969 auch die Straßenbahnlinie 28 (Alsdorf – Mariadorf – Eschweiler) den Bahnhof, außerdem bis etwa 1962 Werksgleise der Grube Maria (Hauptschacht) zum Bahnhof Mariadorf.
Die Ortschaft Mariadorf besaß neben Mariagrube auch einen Bahnhof Mariadorf, der sogar früher entstand. Von der Brücke der Ringbahn über die Aachen-Jülicher Bahn aus gesehen lagen seine Bahnsteige etwa 700 m weiter in Richtung Stolberg, südlich vom Bahnübergang Blumenrather Straße; er war mit dem dortigen Zechenbahnhof verbunden. Bei der Reaktivierung der Ringbahn Ende 2011 wurde der neu gebaute Haltepunkt Mariadorf nun auf die nördliche Seite des Bahnübergangs Blumenrather Straße verlegt, dafür entstand 900 m weiter südlich ein gänzlich neuer Haltepunkt Alsdorf Poststraße am südlichen Rand von Mariadorf. (Dieser ist nicht zu verwechseln mit dem früheren Haltepunkt Hoengen-Begau, der wiederum weitere 300 m weiter südlich an der Aachener Straße lag und von 1953 bis 1984 bedient wurde.)

## Geschichte
Die Rheinische Eisenbahn-Gesellschaft (RhE) nahm am 29. Dezember 1870 den Güterverkehr auf ihrer neu gebauten Strecke Stolberg – Alsdorf auf. An dieser Strecke lag u. a. der Bahnhof Mariadorf, von wo aus am selben Tage eine 750 m lange Abzweigstrecke zur Grube Maria in Betrieb ging, so dass nun die Gruben Anna und Maria ihren Anschluss an das wachsende Eisenbahnnetz erhalten hatten.
Im Winter 1873/74 begann die Aachener Industriebahn Actiengesellschaft (AI) mit dem Bau der Strecke Aachen Nord – Hoengen. Deren neuer AI-Endbahnhof, der man anfangs Hoengen, später aber Mariagrube nannte, wurde 1875 in der Nähe des Hauptschachts der Grube Maria errichtet. Der Name des Bahnhofs stammt von ebendieser Grube Maria. Am 26. September 1875 nahm die AI das Teilstück Stolberg – Würselen – Hoengen (Mariagrube) in Betrieb und am 31. Dezember 1875 das Teilstück Aachen Nord – Würselen, 1882 wurde die Strecke von Mariagrube bis Jülich verlängert. Da die Aachener Industriebahn AG den Grubenbesitzern des Aachener Reviers gehörte, war sie für Kohlezüge attraktiver als der Weg über die Rheinische Eisenbahn, die Kohle in erster Linie transportierte, um damit eigene Gewinne zu erwirtschaften.
In den 1880er-Jahren wurden RhE und AI verstaatlicht, somit operierten sie fortan nicht mehr als Konkurrenten, sondern unter gemeinsamer Leitung. In der Landkarte 1:25.000 von 1893/95 ist der Bahnhof Mariagrube bereits unter diesem Namen verzeichnet, und die Verbindungskurve aus Richtung Aachen Nord in Richtung Stolberg ist zu erkennen. Der spätere Bahnhof Hoengen(-Ost) wurde damals noch als „Bhf Warden“ (nach seinem südlichen Nachbarort) bezeichnet. Diese Grundstruktur blieb über die folgenden Jahrzehnte zunächst konstant.
In den Jahren 1937/38 indes begann der Eschweiler Bergwerks-Verein (EBV) mit dem Bau der Grube Emil Mayrisch nördlich Siersdorf einschließlich einer EBV-eigenen Anschlussbahn vom Bahnhof Mariagrube aus. Sie ging 1941 in Betrieb, zunächst nur zur Beförderung von Baumaterial. In der Landkarte Ausgabe 1942 (Berichtigungsstand 1937, letzte Nachträge 1940) ist diese Strecke bereits eingezeichnet, allerdings fehlt noch im Bahnhof Mariagrube die Verbindungskurve Richtung Kellersberg/Herzogenrath. Durch die Ereignisse des Zweiten Weltkriegs konnte Emil Mayrisch erst 1952 die Förderung von Kohle aufnehmen, anfangs nur in bescheidenem Umfang. 1953 übernahm die Deutsche Bundesbahn den Betrieb der Siersdorfer Strecke vom EBV und nahm im Bahnhof Mariagrube eine Verbindungskurve von den unteren Gleisen zum Anschluss Kellersberg an der Ringbahn in Betrieb. Dadurch konnten die Kohlezüge, deren Zahl inzwischen stark angewachsen war, nun ohne Halt und Richtungswechsel von Emil Mayrisch bis Alsdorf und Herzogenrath durchfahren – zuvor war es nur über Würselen in Richtung Stolberg möglich, die umliegenden Hauptstrecken ohne Richtungswechsel zu erreichen. Die alte Verbindungskurve zum Bahnhof Mariadorf wurde sodann abgebaut, lediglich ein kurzer Stummel davon blieb als Abstellgleis erhalten.
Der Bahnhof Mariagrube stellte fortan eine betriebliche Besonderheit dar, denn als Turmbahnhof hatte er nun drei getrennte Bahnsteigbereiche: Zwei Bahnsteige an der Bahnstrecke Aachen Nord – Jülich, einen weiteren (eine Ebene höher) an der Ringbahn Herzogenrath – Alsdorf – Stolberg, sowie zwei Bahnsteige an der Verbindungskurve beider Strecken. An der Ringbahn handelte es sich nach Fachterminologie streng genommen lediglich um einen Haltepunkt (da es dort keine Weiche gab), an der Strecke Aachen Nord – Jülich jedoch in jeder Hinsicht um einen Bahnhof. Die Gleisanlagen, Weichen und Bahnsteige befanden sich nicht unterhalb der auf einem Bahndamm kreuzenden Ringbahn, sondern in Richtung Jülich versetzt. Vom Empfangsgebäude und Fahrdienstleiter-Stellwerk aus führten die beiden Streckengleise nach Jülich und Siersdorf etwa 700 m lang parallel in Richtung Osten, in diesem Bereich gab es mehrere parallele Gütergleise als „Warteplatz“ für Kohle(leer)züge sowie auch zu deren Umrangieren.
1980 wurde die Strecke Aachen Nord – Jülich im Personenverkehr stillgelegt, bis 1983 verkehrten allerdings über ihren kurzen Teilabschnitt Würselen – Mariagrube noch Kohlezüge von Emil Mayrisch nach Stolberg. 1982 endete der Personenverkehr nach Siersdorf, 1984 schließlich auch auf der Ringbahn. In Mariagrube verblieben auf dem tiefgelegenen Bahnhofsteil Kohlezüge von Emil Mayrisch nach Alsdorf zur Verkokung sowie zu weiteren Zielen über Herzogenrath. Auf dem hochgelegenen Streckengleis verblieben Kohle- und Kokszüge von Alsdorf über Stolberg zu diversen Zielen. All diese Transporte endeten 1992, als Emil Mayrisch geschlossen wurde, danach verkehrten im Wesentlichen nur noch Züge mit Kohle zur Versorgung des 150-MW-Kraftwerks in Siersdorf, welches aber 1996 ebenfalls stillgelegt wurde. Damit war der letzte bedeutende Güterkunde entfallen, und 1998 wurde die Strecke nach Siersdorf gänzlich stillgelegt. Allerdings übernahm die EVS Euregio Verkehrsschienennetz GmbH kurz darauf die Ringbahn und die Strecke nach Siersdorf, bevor diese vom Eisenbahnverkehr entwidmet wurden, und sanierte die Ringbahn Abschnitt für Abschnitt, um sie bis 2016 wieder vollständig in Betrieb zu nehmen – nun erstmals in der Geschichte mit einem Taktfahrplan. Aktuell (Stand 2021) gibt es Pläne, auch die Strecke nach Siersdorf wieder zu reaktivieren und dabei bis Baesweiler zu verlängern, welches dadurch erstmals eine direkte Zugverbindung nach Aachen erhalten würde.

## Bildergalerie Zustand 2007

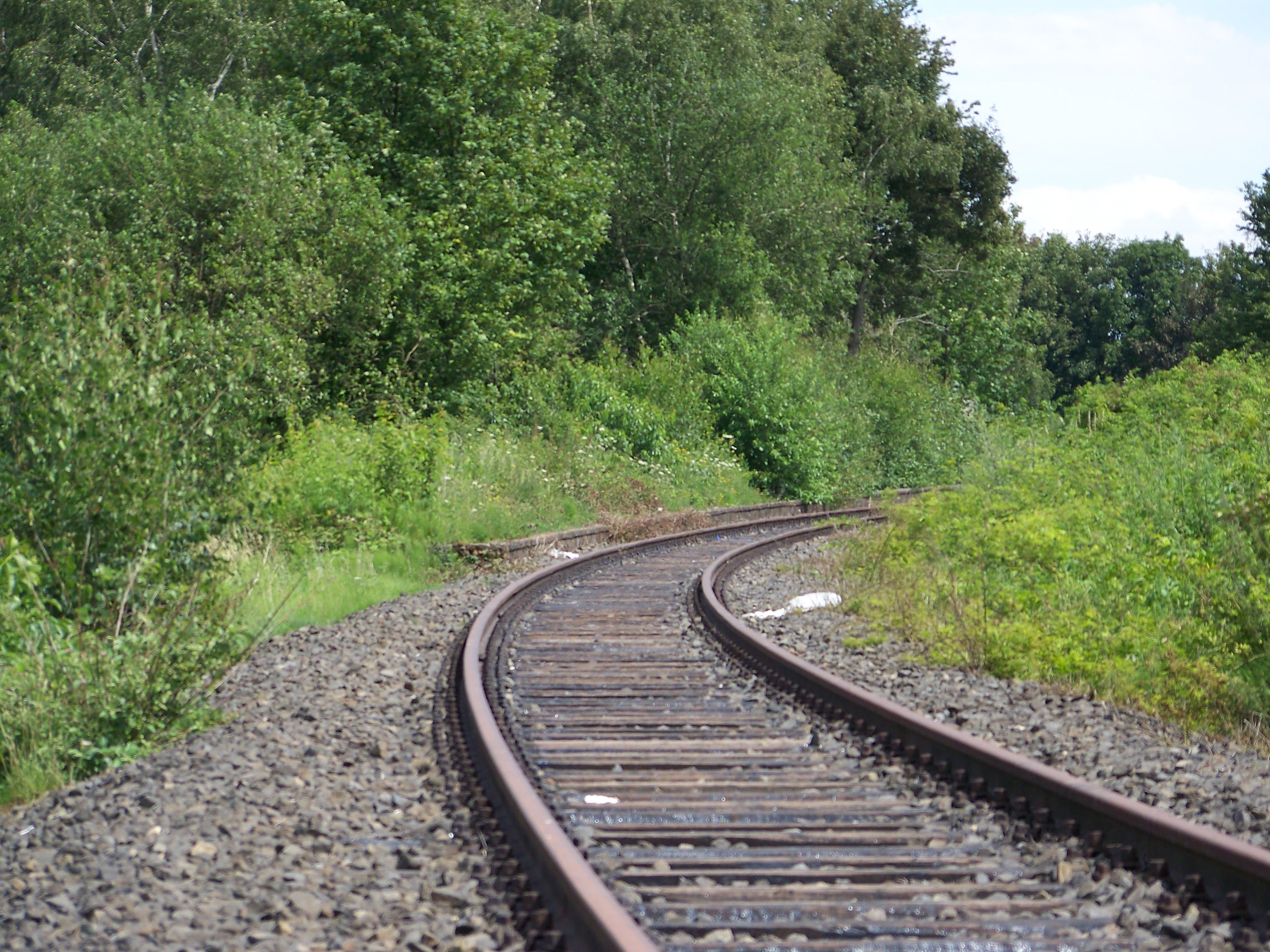
Ehemaliger oberer Bahnsteig an der Ringbahn, kurz dahinter überquert sie die Trasse nach Aachen Nord (Blick in Richtung Stolberg)
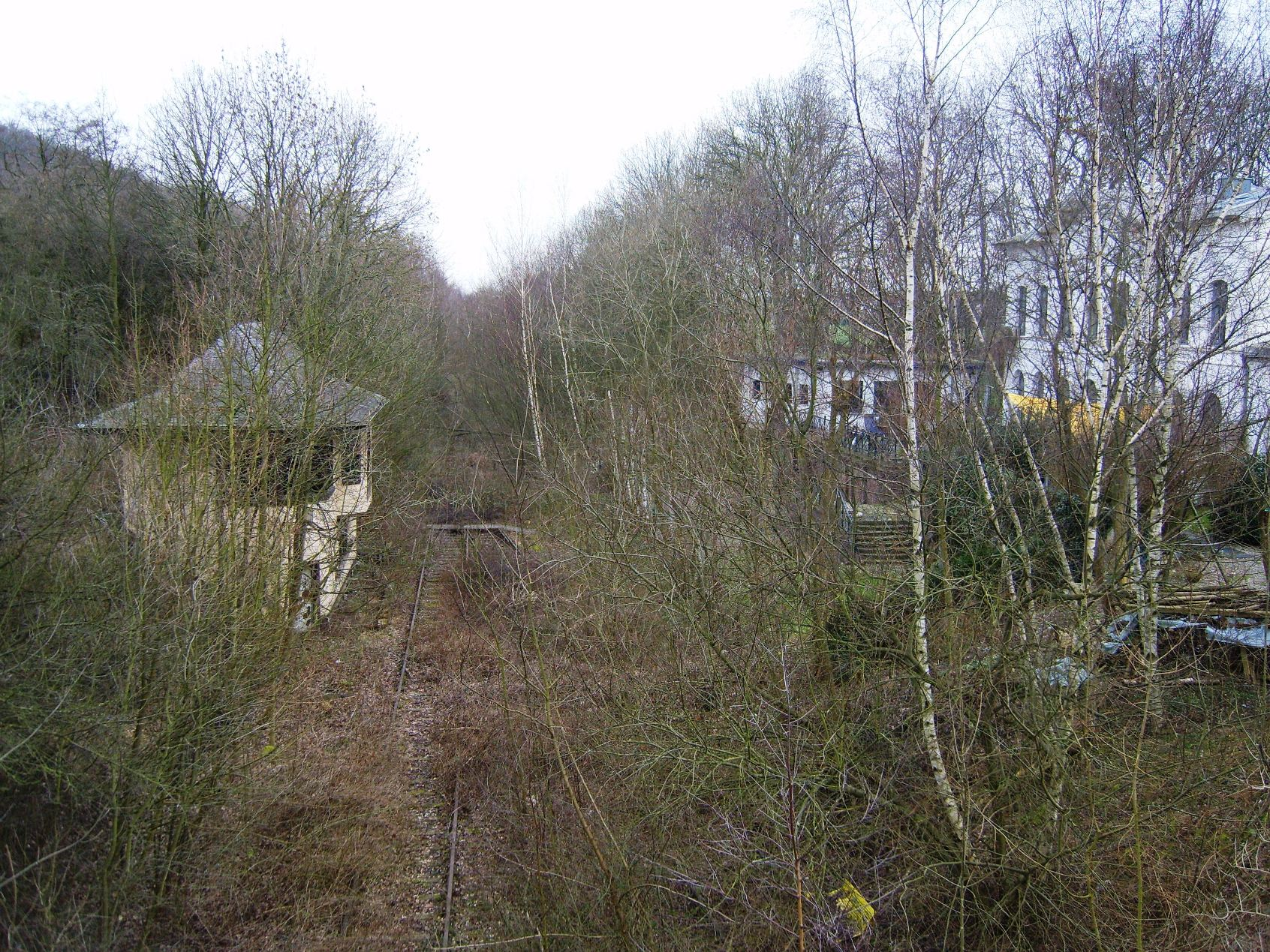
Erhaltenes Gleis aus Richtung Herzogenrath zwischen Stellwerk und Empfangsgebäude, Blick in Richtung Siersdorf
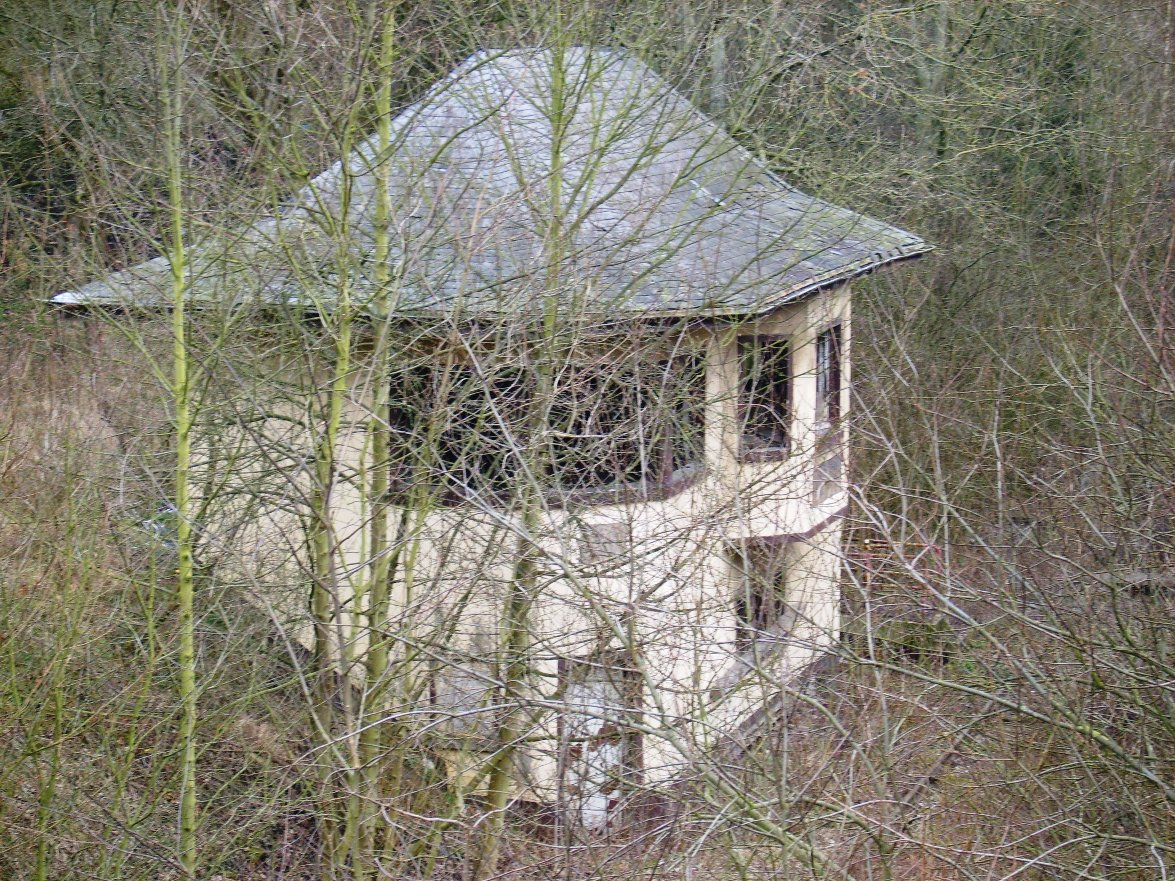
Fahrdienstleiter-Stellwerk Maf